# 러시아 연방의회
러시아 연방의회(러시아어: Федеральное Собрание Российской Федерации 페데랄노예 소브라니예 로시스코이 페데라치[*])는 러시아의 입법부이다. 하원인 국가두마와 상원인 연방평의회로 이루어져 있다.

## 같이 보기
- 러시아의 정치